# 前77年
| 千纪： | 前1千纪 |
| 世纪： | 前2世纪 \| 前1世纪 \| 1世纪                                                                                |
| 年代： | 前100年代 \| 前90年代 \| 前80年代 \| 前70年代 \| 前60年代 \| 前50年代 \| 前40年代                          |
| 年份： | 前82年 \| 前81年 \| 前80年 \| 前79年 \| 前78年 \| 前77年 \| 前76年 \| 前75年 \| 前74年 \| 前73年 \| 前72年 |
| 纪年： | 西汉元凤四年                                                                                               |

## 大事记
- 漢遣傅介子到樓蘭，刺殺樓蘭王安歸，立其弟尉屠耆為王，尉屠耆更名鄯善國，並將首都由羅布泊西岸遷往南岸的伊循城，向漢朝稱臣，原都城樓蘭古城則由漢朝派兵屯田。

## 出生
- 刘向：西汉官员，《列女传》作者。（前6年去世）
- 貝勒尼基四世，托勒密埃及女王。（前55年去世）

## 逝世
- 田千秋，西汉大臣
- 阿塔，古罗马喜剧诗人
- 安歸，西漢時西域樓蘭國君。